# St Albans (plaats)
St Albans is een city in het bestuurlijke gebied St Albans, in het Engelse graafschap Hertfordshire. De plaats telt ca. 58.000 inwoners.

## Geschiedenis

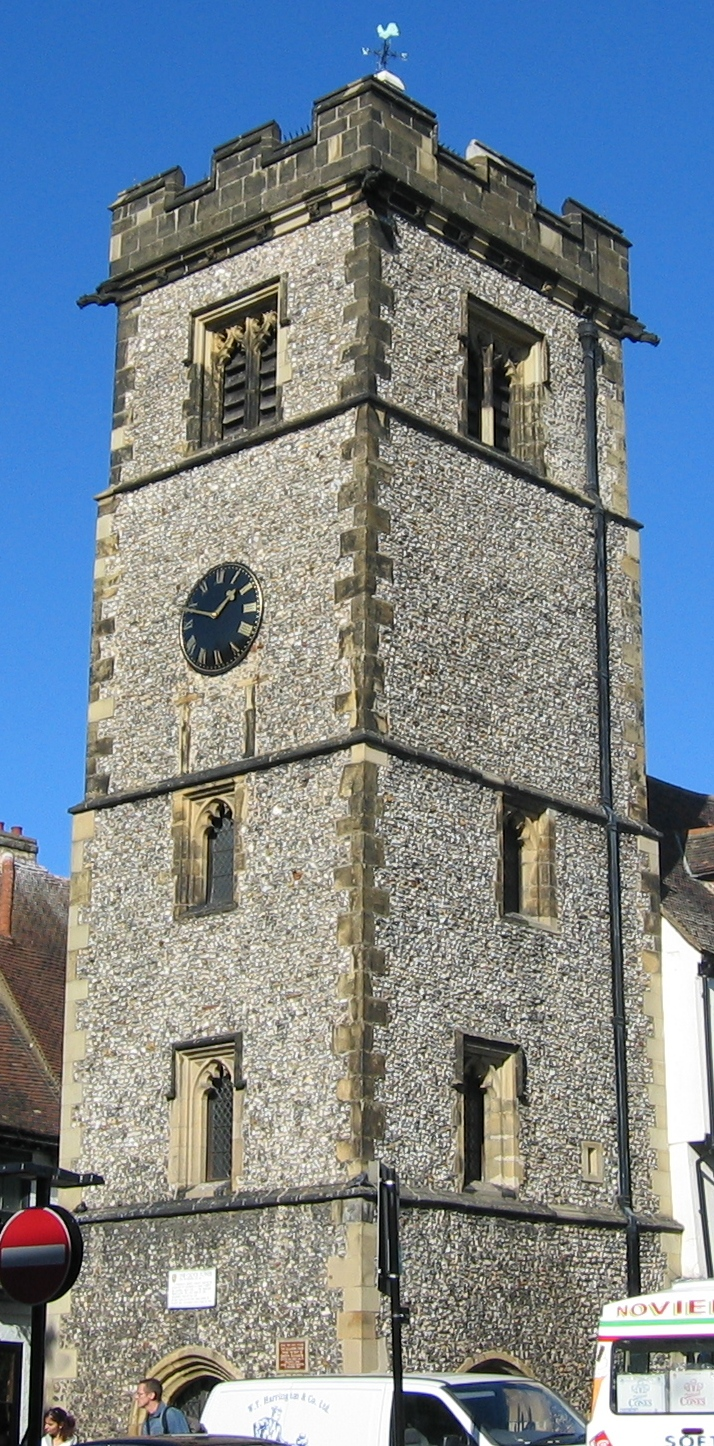
15de-eeuwse klokkentoren

St Albans is vernoemd naar de heilige Albanus van Engeland. In St Albans staat de Kathedraal en Abdijkerk van Sint-Albanus.
De plaats werd gebouwd op de plek van een eerdere stad uit de Romeinse tijd, Verulamium.

## Bekende inwoners van St Albans

### Geboren
- Michael Morpurgo (1943), kinderboekenschrijver
- Rod Argent (1945), popmusicus
- Tim Hart (1948-2009), folkzanger, gitarist en dulcimer-speler
- Stephen Clarke (1958), schrijver
- Paul Cattermole (1977-2023), muzikant
- Helen Wyman (1981), veldrijdster en wielrenster
- Adam Lallana (1988), voetballer

### Overleden
- Richard van Wallingford (1292-1336), wiskundige
- Edward Robert Hughes (1849-1914), kunstschilder
- Charles Ralph Boxer (1904-2000), historicus